# Chrysoconia orthospora
Chrysoconia là một chi nấm thuộc họ Coniophoraceae. Là một chi đơn loài, nó chứa loài duy nhất Chrysoconia orthospora, có ở Réunion.